# Stermann et Grissemann

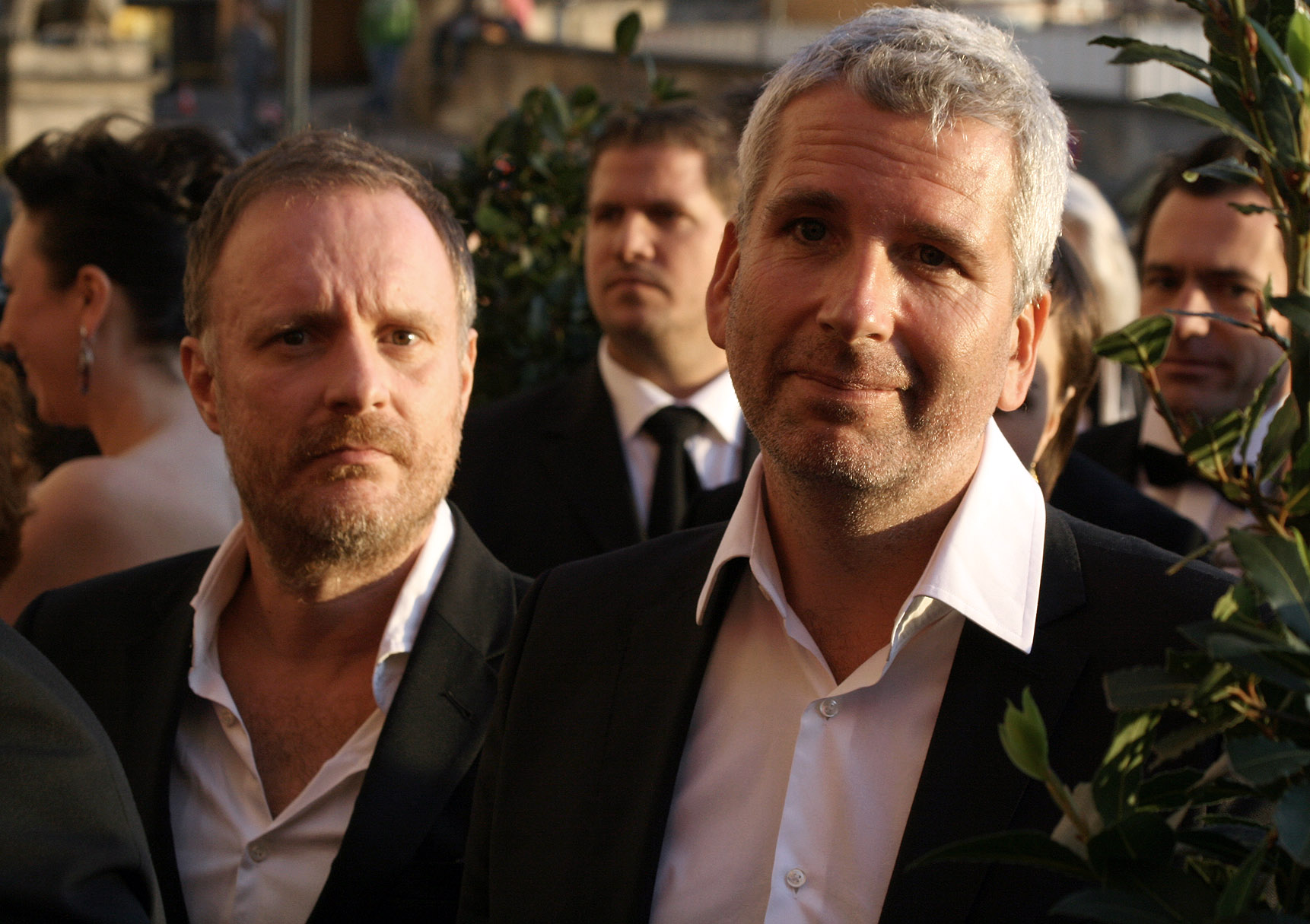
Dirk Stermann et Christoph Grissemann

Stermann et Grissemann est une duo satirique austro-allemand, composé de l'Allemand Dirk Stermann et de l'Autrichien Christoph Grissemann.

## Histoire
Dirk Stermann et Christoph Grissemann commencent à travailler ensemble en 1991 à l'ÖRF pour l'émission satirique Salon Helga sur Ö3 puis FM4. En 1997, ils produisent des programmes pour la télévision. En Allemagne, sous le nom inverse de Grissemann & Stermann, ils animent chaque dimanche de 1997 à 2011 les émissions Show Royale et Blech oder Blume sur Radio Eins .
Après le changement de gouvernement en Autriche en 2000 et l'arrivée du FPÖ, Stermann & Grissemann sont suspendus pour des raisons politiques, pour des propos satiriques sur Jörg Haider tenus l'année précédente que le secrétaire du parti d'extrême-droite Peter Westenthaler considère comme une incitation au meurtre. Quand le procureur classe la plainte du FPÖ sans suite,  la suspension des deux satiristes est annulée quelques mois plus tard. Leur traitement de la mort de Jörg Haider en 2008 leur vaudra de nouveau des protestations du FPÖ et du BZÖ.
Entre 1995 et 2002, la station de radio FM4 les invite à commenter le Concours Eurovision de la chanson. Ils reviennent une fois en 2012.
En 2002, ils se présentent au concours de sélection pour l'Eurovision avec Das schönste Ding der Welt, cependant ils terminent deuxième derrière Manuel Ortega.
Depuis octobre 2005, ils sont régulièrement invités à l'émission satirique Dorfers Donnerstalk sur ORF eins.
Depuis mai 2007, ils animent chaque jeudi soir Willkommen Österreich qui, au départ parodie du magazine du même nom, devient un late-night show.
En décembre 2012, le duo anime la première de Keine Chance – Die Stermann gegen Grissemann Show, un jeu télévisé satirique sur ORF eins.
Ils se produisent parfois au Berliner Kabarett Anstalt.

## Récompenses
- 2002 : Salzburger Stier (de)
- 2012 : Romy de la Meilleure émission comique

## Filmographie
- 2007 :  Immer nie am Meer (réalisation : Antonin Svoboda)
- 2015 : Drei Eier im Glas (réalisation : Antonin Svoboda)